# Moose Cree jezik
Moose Cree jezik (ISO 639-3: crm; west main cree, west shore cree, york cree), jezik West Main Cree (Monsoni) Indijanaca južno od James Baya u Ontariju, Kanada. Jedan je od 6 jezika koji pripadaju tzv cree makrojeziku.
Pripada centralnoalgonkijskim jezicima, podskupini cree-montagnais-naskapi. Govori ga oko 4 500 ljudi od 5 000 etničkih (1982 SIL). U upotrebi je i engleski.

## Vanjske poveznice
- Ethnologue (14th)
- Ethnologue (15th)